# Autokorrelator
Ein Autokorrelator ist ein Gerät zur Bestimmung der Autokorrelationsfunktion eines Eingangssignals. Zu den wichtigsten Realisierungen eines solchen Gerätes zählen der optische Autokorrelator, der es erlaubt die Dauer von ultrakurzen Lichtimpulsen zu bestimmen. Es gibt aber auch Realisierungen in digitaler Elektronik, die z. B. dazu eingesetzt werden in der Fluoreszenz-Korrelations-Spektroskopie oder der Dynamischen Lichtstreuung die Dynamik diffundierender Teilchen zu vermessen.

## Allgemeine Beschreibung
Ein Autokorrelator berechnet aus einem Eingangssignal I(t) dessen Autokorrelationsfunktion
{\displaystyle G(\tau )=\langle I(t)\cdot I(t+\tau )\rangle :=\lim \limits _{T\rightarrow \infty }{\frac {1}{T}}\int \limits _{0}^{T}I(t)\cdot I(t+\tau )\;\mathrm {d} t}
Diese gibt Aufschluss über die Selbstähnlichkeit des Signals I(t) mit einer Verzögerung τ und erlaubt es so auch solche Signale zu analysieren, die im Rauschen verborgen (z. B. in der Fluoreszenz-Korrelations-Spektroskopie, da für die Autokorrelationsfunktion von weißem Rauschen gilt {\displaystyle g(\tau )\propto \delta (\tau )}), oder zu schnell für eine normale Detektion (siehe Optischer Autokorrelator) sind.

## Optischer Autokorrelator

### Hintergrund
Eine zeitliche Auflösung eines Lichtimpulses im Piko- oder Femtosekundenbereich ist mit Photodioden nicht möglich, da die Geschwindigkeit einer Photodiode durch die Rekombinationszeit der Elektron-Loch-Paare begrenzt wird, welche typischerweise größer als 100 Pikosekunden ist.
Um einen Lichtimpuls zeitlich aufzulösen, braucht man also Referenzprozesse, die kürzer als das zu messende Ereignis sind. Dies ist nur mit optischen Methoden möglich. In einem Autokorrelator wird der Impuls „mit sich selbst“ als Referenz gemessen.

### Aufbau und Funktionsweise

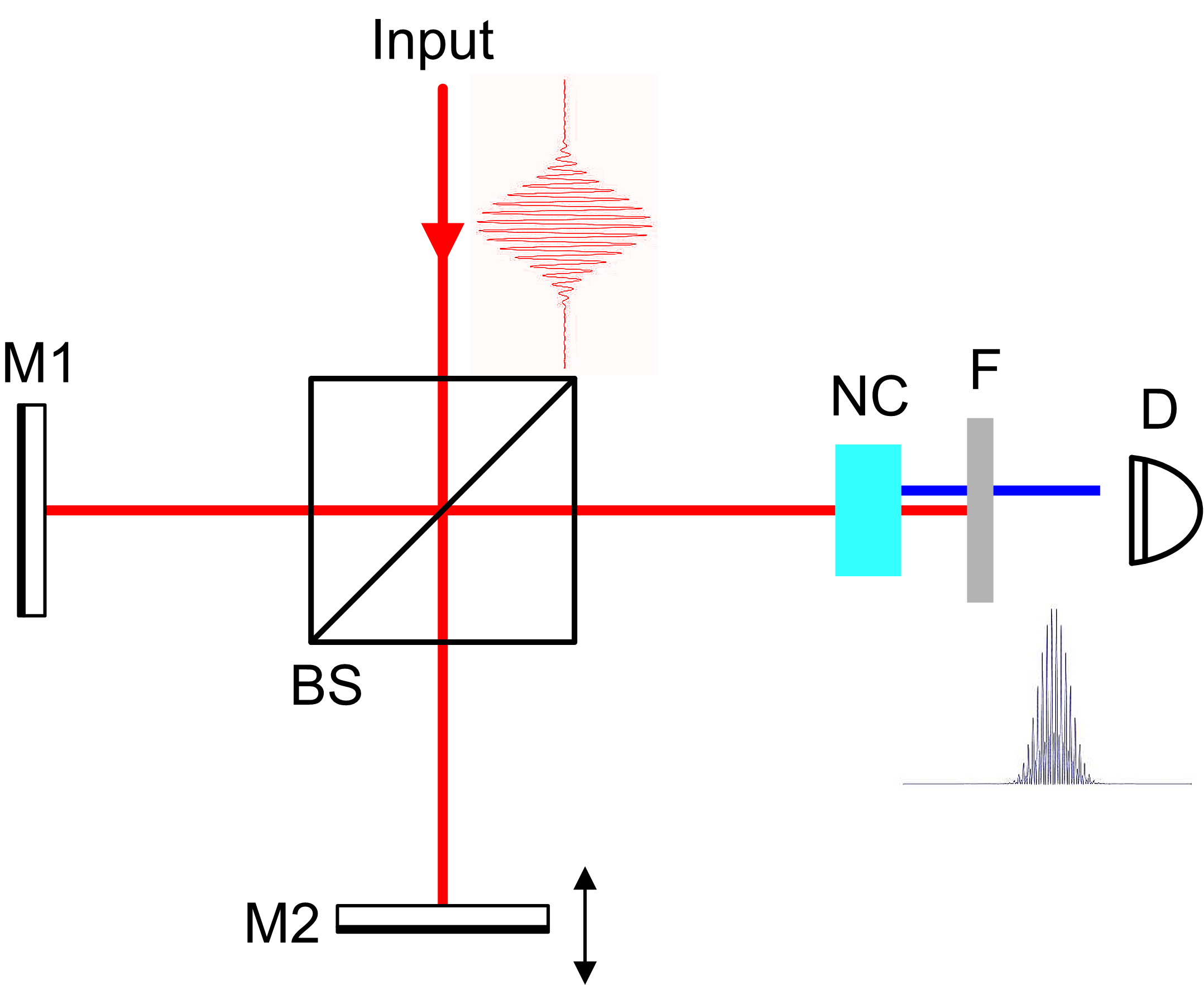
Schematischer Aufbau eines Autokorrelators. BS: Strahlteiler, M1 und M2: Spiegel, M2 ist auf einer variablen Verzögerungsstrecke montiert, NC: Nichtlinearer Kristall zur Erzeugung der zweiten Harmonischen (SHG) (z. B. BBO), F: Filter der nur das frequenzverdoppelte Licht transmittiert, D: Detektor. rotes Signal ist Eingangssignal; blaues Signal entspricht detektiertes Signal

Das nebenstehende Bild zeigt eine mögliche Realisierung eines Autokorrelators. Er stellt im Prinzip ein Michelson-Interferometer dar. Der einfallende Impuls wird zunächst in einem Strahlteiler in zwei Teile aufgespalten. Diese durchlaufen unabhängig voneinander unterschiedliche Wege und werden anschließend im Strahlteiler wieder zusammengeführt. Die vereinigten Impulse treffen auf einen nichtlinearen Kristall (z. B. BBO) in dem die Frequenzverdoppelte (zweite Harmonische) des einfallenden Lichtes erzeugt wird. Die Konversionseffizienz, also die Intensität der zweiten Harmonischen, hängt von der Intensität des Lichtes im Kristall ab. Diese hängt wiederum vom zeitlichen Versatz zwischen den beiden Impulsen ab. Dieser Versatz wird durch einen Spiegel, der auf einer variablen Verzögerungsstrecke befestigt ist (in der Abbildung M2), eingestellt. Durch Messung der Intensität des frequenzverdoppelten Lichtes in Abhängigkeit vom zeitlichen Versatz wird somit die Autokorrelation des einfallenden Impulses gemessen. Hieraus lässt sich unter Annahme der zugrundeliegenden Impulsform die Dauer bestimmen.

### Mathematische Beschreibung
Ein Impuls mit der zeitlichen Intensitätsverteilung {\displaystyle I(t)} wird zunächst in 2 Impulse aufgespalten, und wieder vereint. Da die Impulse unterschiedliche Wege durchlaufen, besitzen sie eine zeitliche Verzögerung {\displaystyle \tau } zueinander:
{\displaystyle E_{\mathrm {ges} }(t)=E(t)+E(t-\tau )}.
Für die Intensität des frequenzverdoppelten Lichtes {\displaystyle I_{\mathrm {SH} }} im nichtlinearen Kristall gilt:
{\displaystyle I_{\mathrm {SH} }(2\omega ,t,\tau )\propto \left[I_{1}(t)+I_{1}(t-\tau )\right]^{2}} wobei {\displaystyle I_{1}\propto \left|E_{1}\right|^{2}} ist.
Der Detektor misst nun den zeitlichen Mittelwert der 2. Harmonischen {\displaystyle S}, da seine Zeitkonstante {\displaystyle T} viel größer als die Pulsdauer ist:
{\displaystyle S(\tau )\propto {\frac {1}{T}}\int \limits _{0}^{T}I_{\mathrm {SH} }(t,\tau )\mathrm {d} t}.
In einen Autokorrelator mit einem nicht interferierenden Strahlengang ergibt sich: 
{\displaystyle S(\tau )\propto \,\langle I^{2}\rangle +\langle I^{2}\rangle +4\langle I(t)I(t-\tau )\rangle }.
Hierbei bedeuten die spitzen Klammern ⟨·⟩ den zeitlichen Mittelwert. Der letzte Summand stellt gerade die Autokorrelationsfunktion der zeitlichen Intensitätsverteilung des zu messenden Impulses dar.
Unter Annahme der Impulsform lässt sich nun seine Dauer berechnen.
Würde der Puls nach der Überlagerung nicht in der Lichtfrequenz verdoppelt, so würde der Detektor ein Signal, das unabhängig von der zeitlichen Verzögerung {\displaystyle \tau } ist, messen. Man gewinnt damit also keine Informationen über die Intensität des Pulses. Kann im Gegensatz zu einem Autokorrelator der Verzögerungsweg sehr fein, langsam und reproduzierbar verstellt werden, wie z. B. bei einem FTIR-Spektrometer, ist Lichtfrequenzverdoppelung nicht notwendig und aus dem resultierenden Interferogramm lässt sich die Pulsdauer ebenfalls bestimmen.

## Elektronischer Autokorrelator

### Linearer Korrelator

Schematischer Aufbau eines digital-elektronischen linearen Korrelators

Ein elektronischer Autokorrelator berechnet aus einem analogen oder digitalen Eingangssignal I(t) dessen Autokorrelationsfunktion. In vielen Bereichen werden die Eingangssignale heute digitalisiert und dann mit einem sog. linearen oder Multi-τ-Autokorrelator weiterverarbeitet. Der grundsätzliche Aufbau eines linearen Autokorrelators ist rechts gezeigt. Das Eingangssignal wird um diskrete Schritte {\displaystyle \tau _{k}=k\cdot \tau _{\text{min}}=\tau _{\text{min}},2\tau _{\text{min}},3\tau _{\text{min}},...} ({\displaystyle k\in \mathbb {N} }) verzögert und mit dem unverzögerten Eingangssignal multipliziert. Das Ergebnis wird aufsummiert. So wird eine diskrete Schätzung des Autokorrelationsfunktion ausgeführt:
{\displaystyle {\hat {G}}(\tau _{k})={\frac {1}{N}}\sum \limits _{n=1}^{N}I_{n}\cdot I_{n+k}}
Dabei wird das kontinuierliche Eingangssignal in N diskrete Schritte In zerlegt. Die hintereinander geschalteten Verzögerungsstufen um {\displaystyle \tau _{\text{min}}} können mit Hilfe eines Schieberegisters realisiert werden. Für die ersten Realisierungen und spezielle Anwendungen (z. B. hohe Geschwindigkeit) dieses Konzepts wurden spezielle Microchips (ASIC) entwickelt, spätere Realisierungen verwenden FPGAs und/oder digitale Signalprozessoren (DSPs). In den letztgenannten Architekturen sind sogenannte Multiply-Accumulate-Befehle oder Blöcke verfügbar, mit denen die Autokorrelation sehr effizient erledigt werden kann, da sie genau den rechts dargestellten Einzelschritt (zwei Zahlen multiplizieren und dann aufsummieren) realisieren.

### Multi-τ Korrelator
Eine Erweiterung des linearen Korrelators stellt der sog. multi-τ-Korrelator dar, der mehrere lineare Stufen kombiniert. Zwischen den Stufen wird das Signal In über (typischerweise 2) Zeitperioden aufsummiert. Die nächste Stufe korreliert dann das Signal {\displaystyle I_{n}'=I_{n}+I_{n-1}}. So wird eine semi-logarithmische Verteilung der Verzögerungen τk erreicht und es kann mit relativ wenig Hardware-Aufwand ein großer Verzögerungsbereich abgetastet werden.